# Julia Roberts
Julia Fiona Roberts (Smyrna, Geòrgia, 28 d'octubre de 1967) és una actriu de cinema i de televisió estatunidenca, guanyadora del premi Òscar a la millor actriu pel paper d'Erin Brockovich al 2001. Així com tres Globus d'Or en les categories de millor actriu en drama, millor actriu musical o còmica i millor actriu de repartiment, un BAFTA a la millor actriu i un premi del Sindicat d'Actors a la millor actriu protagonista.
Coneguda per les seves interpretacions en pel·lícules com Steel Magnolias (1989), Pretty Woman (1990), The Pelican Brief (1993), My Best Friend's Wedding (1997), Runaway Bride (1999), Nothing Hill (1999), Ocean's Eleven (2001), The Mexican (2001), Mona Lisa Smile (2003) i Wonder (2017) es va convertir en l'actriu millor pagada l'any 2000. És considerada una de les dones amb major poder adquisitiu del cinema nord-americà, amb una fortuna estimada en 170 milions de dòlars.

## Biografia
Abans que ella naixés, els seus pares es tenien una escola d'interpretació a Decatur, Geòrgia. Els fills de Coretta i Martin Luther King Jr. hi assistien. Per agrair-los el fet de tenir l'única companyia de teatre integrada de la zona i degut a les dificultats financeres de la família Roberts, la senyora King va pagar la factura d'hospital de la senyora Roberts quan va néixer la Julia.
Julia té dos germans, Eric Roberts (nascut el 1956) i Lisa (nascuda el 1965), que també són actors. Té també una germanastra, Nancy. Els seus pares es van divorciar en 1971. El pare, Walter, era venedor i va mantenir sempre amb Julia una relació molt íntima. Walter Roberts va morir de càncer l'any 1976, quan ella tenia tot just nou anys, fet que la va afectar molt. Julia va anar a l'escola primària de Fitzhugh, va continuar els seus estudis a Griffiny i els va finalitzar a la High School de Campell, totes elles a la seva ciutat natal, Smyrna. Sempre va voler estudiar veterinària, opció que ha interpretat en alguns papers, però va acabar estudiant periodisme, traslladant-se amb la seva germana Lisa a la ciutat de Nova York i iniciant la seva carrera d'actriu l'any 1987 amb un petit paper a Firehouse. Li va costar aconseguir un altre treball, fins que el seu germà Eric, va parlar amb Peter Masterson perquè li donés un paper en el drama Blood Red, que no va triomfar. La pel·lícula l'anava a dirigir amb el mateix Eric i el veterà Dennis Hopper.

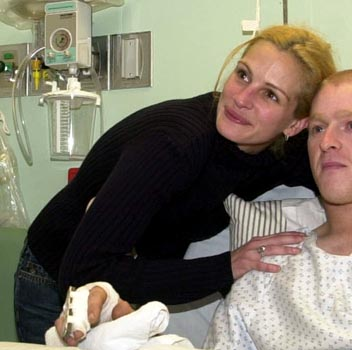
Julia Roberts amb un soldat de les tropes dels EUA a la base aèria d'Incirlik (Turquia), el 2001.

Va debutar a la pantalla gran a Mystic Pizza (1988). El 1990, al costat de Richard Gere va interpretar el paper de la prostituta Vivian a Pretty Woman, amb el qual va obtenir una nominació a l'Oscar i una gran repercussió internacional amb una interpretació que va agradar al públic i a la crítica. Per aquell temps s'havia convertit en l'actriu millor pagada de Hollywood amb un salari d'entre 16 i 17 milions de dòlars per pel·lícula.
Sent una de les reines de la comèdia romàntica, no aconseguia demostrar la seva vàlua en papers més seriosos, com a Dormint amb l'enemic. Aquesta crítica va ser acallada uns anys més tard gràcies a la seva interpretació a Erin Brockovich, que li va valer l'Oscar a la millor actriu.
A Julia Roberts se l'ha relacionat amb diferents actors, com Liam Neeson, Dylan McDermott, Kiefer Sutherland (amb qui ajornà un enllaç matrimonial tres dies abans), Jason Patric, Daniel Day-Lewis i Matthew Perry. El 27 de juny de 1993 va contraure matrimoni amb l'estrella de la música country Lyle Lovett, a Marion (Indiana). La unió va durar fins a març de 1995, quan es van divorciar. De 1998 a 2001, Roberts va sortir amb l'actor Benjamin Bratt. En 2000, durant el rodatge de la pel·lícula The Mexican coneixeria al càmera Danny Moder (llavors casat amb Vera Steimberg) amb qui contrauria matrimoni el mes de juliol de l'any 2002, i que és el pare de la parella de bessons que Julia va tenir el 28 de novembre de 2004 a Los Angeles i d'un altre fill que va néixer en juny de 2007. Després de convertir-se en mare, Julia va reduir notablement la seva participació en produccions cinematogràfiques. Va ser en aquest moment quan va fer el seu debut a Broadway amb l'obra Jersey Boys, encara que amb crítiques força negatives. La seva primera pel·lícula com a protagonista, després d'aquesta pausa, va ser Menja, resa, estima de 2010.

## Filmografia
- 1986 - Blood Red
- 1988 - Mystic Pizza
- 1989 - Magnòlies d'acer (Steel Magnolias)
- 1990 - Pretty Woman
- 1990 - Dormint amb el seu enemic (Sleeping with the Enemy)
- 1990 - Escollir un amor (Dying Young)
- 1991 - Hook
- 1993 - L'informe Pelicà (Pelican Brief)
- 1994 - I Love Trouble
- 1994 - Prêt-à-porter
- 1995 - Alguna cosa de què parlar (Something to Talk About)
- 1996 - Michael Collins
- 1996 - Mary Reilly
- 1996 - Everyone Says I Love You
- 1997 - La boda del meu millor amic (My Best Friend's Wedding)
- 1997 - Conspiració (Conspiracy Theory)
- 1998 - Stepmom
- 1999 - Notting Hill
- 1999 - Runaway Bride
- 2000 - Erin Brockovich
- 2001 - Ocean's Eleven
- 2001 - La parella de l'any (America's Sweethearts)
- 2001 - The Mexican
- 2002 - Full Frontal
- 2002 - Confessions of a Dangerous Mind
- 2002 - Grand Champion
- 2003 - El somriure de la Mona Lisa (Mona Lisa Smile)
- 2004 - Closer
- 2004 - Ocean's Twelve
- 2006 - Ant bully: Benvingut al formiguer (The Ant Bully) (veu)
- 2006 - La teranyina de la Carlota (Charlotte's Web) (veu)
- 2007 - La guerra d'en Charlie Wilson (Charlie Wilson's War)
- 2008 - Fireflies in the Garden
- 2009 - Duplicity
- 2010 - Valentine's Day
- 2010 - Menja, resa, estima (Eat Pray Love)
- 2011 - Larry Crowne
- 2012 - Blancaneu (Mirror Mirror)
- 2013 - Agost (August: Osage County)
- 2014 - The Normal Heart (telefilm)
- 2015 - El secret d'una obsessió (Secret in Their Eyes)
- 2015 - Money Monster
- 2017 - Wonder
- 2018 - Homecoming (sèrie de televisió)
- 2018 - Ben Is Back
- 2022 - Ticket to Paradise
- 2022 - Gaslit (sèrie de televisió)

## Premis i nominacions

### Premis
- 1990: Globus d'Or a la millor actriu secundària per Magnòlies d'acer
- 1991: Globus d'Or a la millor actriu musical o còmica per Pretty Woman
- 2001: Oscar a la millor actriu per Erin Brockovich
- 2001: Globus d'Or a la millor actriu dramàtica per Erin Brockovich
- 2001: BAFTA a la millor actriu per Erin Brockovich
- 2010: Premi Donostia

### Nominacions
- 1990: Oscar a la millor actriu secundària per Magnòlies d'acer
- 1991: Oscar a la millor actriu per Pretty Woman
- 1991: BAFTA a la millor actriu per Pretty Woman
- 1998: Globus d'Or a la millor actriu musical o còmica per My Best Friend's Wedding
- 1999: Primetime Emmy a la millor actriu convidada en sèrie dramàtica per Law & Order
- 2000: Globus d'Or a la millor actriu musical o còmica per Notting Hill
- 2008: Globus d'Or a la millor actriu secundària per La guerra d'en Charlie Wilson
- 2010: Globus d'Or a la millor actriu musical o còmica per Duplicity
- 2014: Oscar a la millor actriu secundària per Agost
- 2014: Globus d'Or a la millor actriu secundària per Agost
- 2014: BAFTA a la millor actriu secundària per Agost
- 2014: Primetime Emmy a la millor actriu secundària en minisèrie o telefilm per The Normal Heart
- 2023: Globus d'Or a la millor actriu en minisèrie o telefilm per Gaslit